# Thecabius populi
Thecabius populi är en insektsart. Thecabius populi ingår i släktet Thecabius och familjen långrörsbladlöss. Inga underarter finns listade i Catalogue of Life.